# Lockheed P-80
Die Lockheed P-80 Shooting Star (dt.: Sternschnuppe) war das erste strahlgetriebene Militärflugzeug der USA, das im Kampf eingesetzt wurde.

## Entwicklung und Geschichte
Am 17. Mai 1943 kam es auf dem Eglin Field zu einem Treffen von Clarence L. „Kelly“ Johnson, dem leitenden Entwicklungsingenieur von Lockheed und Colonel M. S. Roth vom Wright Field. Roth berichtete über die Bell P-59 Airacomet, die als erstes US-amerikanisches Strahlflugzeug bereits am 1. Oktober 1942 geflogen war, aber die Leistungen der aktuellen Jagdflugzeuge mit Propellerantrieb nicht übertreffen konnte – und die nie an die mittlerweile bekannten Flugleistungen des deutschen Strahljägers Messerschmitt Me 262 heranreichen würde. Am 21. Juni 1943 erhielt Lockheed vom Air Materiel Command der USAAF den Auftrag zum Bau von drei Prototypen XP-80. Am selben Tag startete Johnson mit seinem Team, den späteren Skunk Works ein Projekt, das in 180 Tagen laut seinem Versprechen gegenüber Lockheed und der AAF zu einem flugfähigen Prototyp führen sollte. Die Entwicklung des einstrahligen Flugzeugs als Tiefdecker mit einem Ganzmetallrumpf und Bugradfahrwerk erfolgte um das britische Halford-H-1B-Goblin-Strahltriebwerk herum, wobei den Konstrukteuren das Triebwerk selbst erst spät zur Verfügung stand.

### XP-80Lulu Belle

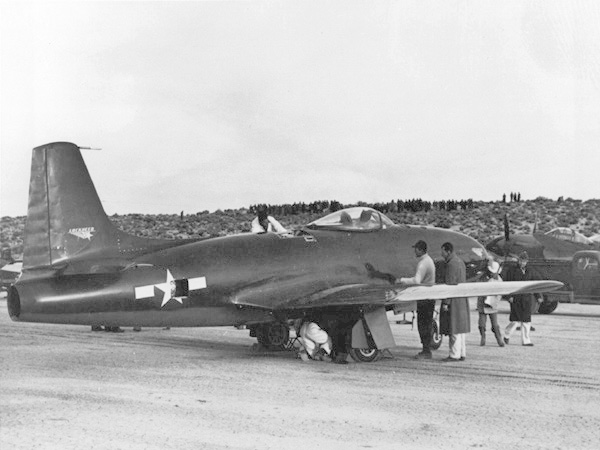
Lockheed XP-80 Lulu Belle

Nach 143 Tagen war der Prototyp am 15. November 1943 fertig – allerdings wurde das empfindliche Triebwerk beim letzten Bodentest an diesem Tag durch einen kollabierten Lufteinlass irreparabel beschädigt. Als Ersatz wurde das Triebwerk Halford H1 aus dem Prototyp der britischen de Havilland Vampire in Großbritannien ausgebaut und in die USA geschickt. Mit diesem Ersatzteil konnte Lockheeds leitender Testpilot Milo Burcham schließlich am 8. Januar 1944 am Muroc Army Air Field (der heutigen Edwards Air Force Base) den Erstflug der XP-80 Lulu Belle mit der USAF-Seriennummer 44-83020 durchführen. Beim zweiten Flug an diesem Tag erreichte das Flugzeug im Bahnneigungsflug eine Geschwindigkeit von 490 mph (788 km/h) und im Horizontalflug 430 mph (692 km/h). Im Mai 1944 konnte von dem Testpiloten Tony LeVier mit der XP-80 eine Maximalgeschwindigkeit von 502 mph (808 km/h) erflogen werden.
Das Triebwerk entwickelte bei einem Eigengewicht von 590 kg einen Schub von 13,34 kN, die Lulu Belle hatte damit ein Leergewicht von 2.911 kg und stieg auf bis zu 12.500 m. Schon der Erstflug wurde mit der kompletten Bewaffnung von sechs Browning-M2-Maschinengewehren des Kalibers .50 BMG (12,7 mm) im Bug ausgeführt.
Im Juli 1944 trafen die US-amerikanischen Bomber und ihre Begleitjäger über Deutschland zunehmend auf die schnellen Messerschmitt Me 262 und suchten dringend nach taktischen Vorgaben zur Bekämpfung der Düsenjäger. Die Flugleistungen der XP-80 entsprachen mit allen Eigenheiten wie Beschleunigungsvermögen, Höchstgeschwindigkeit und Steigleistung denen der Me 262, sodass mit der Lulu Belle als Angreifer und mit einigen US-amerikanischen Bombern und Jagdflugzeugen über dem Muroc Army Air Field Verständnis für die deutsche Angriffsstrategie und anschließend Methoden zur Abwehr der schnellen Angriffe entwickelt wurden. In der Folge verlegten die Strategen der Air Force die Begleitjäger auf eine deutlich größere Höhe als die Bomber, um die Me 262 nach einem Sturzflug und dann mit kurzfristig hoher Geschwindigkeit abfangen zu können.
Die Lulu Belle war als Einzelstück mit dem nicht weiter zu verfolgendem britischen Triebwerk schon ab dem Erstflug der leistungsstärkeren XP-80A am 10. Juni 1944 entbehrlich und wurde im November 1944 der 412th Fighter Group auf dem Muroc Army Air Field zugewiesen. Am 8. November 1946 schenkte die Air Force das Flugzeug der Smithsonian Institution. Dort wurde es bis 1978 eingelagert, dann bei Lockheed restauriert und schließlich im National Air and Space Museum ausgestellt.

### XP-80A

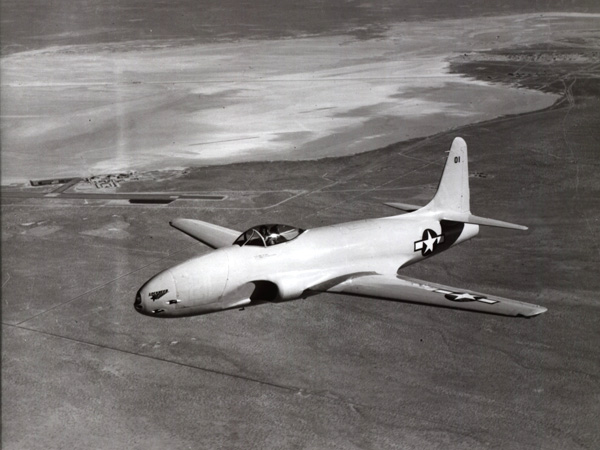
Lockheed XP-80A Gray Ghost über dem Muroc Army Air Field

Da de Havilland nicht in der Lage war, eine ausreichende Anzahl von Triebwerken für eine Serienproduktion der P-80 zu liefern, sollte bei Allis-Chalmers eine Lizenzfertigung mit der Bezeichnung J36 aufgenommen werden, die jedoch nicht in Gang kam. Daraufhin wurde Lockheed das in der Entwicklung befindliche General Electric I-40 angeboten, das erstmals am 13. Januar 1944 auf dem Prüfstand laufen sollte – nur zehn Tage vor dem Baubeginn der ersten XP-80A. Da dieser Antrieb jedoch größer und mit 826 kg schwerer – aber mit 17,8 kN Schub auch stärker – war als das Halford H-1, musste die Konstruktion des Rumpfs und vieler Details neu bewertet und geändert werden.
Die erste von zwei XP-80A mit der Seriennummer 44-83021 flog erstmals am 10. Juni 1944 – es war gleichzeitig der erste Flug des Triebwerks General Electric I-40, das als General Electric J33 und Allison J33 große Stückzahlen erreichen sollte. Der Testpilot Tony LeVier führte diesen Flug und auch den Erstflug der zweiten XP-80A (44-83022) am 1. August 1944 durch, die wegen ihrer polierten Oberfläche Silver Ghost genannt wurde und mit einem zweiten Sitz hinter dem Pilotensitz für die Mitnahme von Flugingenieuren und auch von V.I.P. ausgerüstet war.
Am 20. März 1945 verunglückte Tony LeVier bei einem Testflug mit der ersten XP-80A (44-83021), als das Rumpfheck nach einem Turbinenschaden des J33 abgetrennt wurde. LeVier überlebte den Fallschirmabsprung bei Rosamond in Kalifornien schwer verletzt und konnte seine Arbeit erst sechs Monate später wiederaufnehmen.

### YP-80A
Die erste von dreizehn bestellten YP-80A (44-83023 bis 44-83035) flog am 13. September 1944. Noch im Werk wurde eine Maschine (44-83024) zum einzigen XF-14-Aufklärer umgerüstet. Am 20. Oktober 1944 starb Lockheeds Chef-Testpilot Milo Burcham bei einem Testflug des zweiten YP-80A-Prototyps (44-83025). Damit begann eine lange Serie von oft tödlichen Zwischenfällen, über die es auch öffentliche Berichte gab, die aber unter den Umständen am Ende des Zweiten Weltkriegs, im aufkommenden Kalten Krieg und im Korea-Krieg hingenommen wurden.
Am 6. Dezember 1944 starb Lockheeds Werkspilot Perry E. Claypool bei einem nächtlichen Testflug mit der XF-14. Er kollidierte ca. 30 Kilometer nördlich des Muroc Field mit einer B-25J, deren Besatzung die Sichtbarkeit des Jets bei Nacht beobachten sollte. Die Mannschaft des Bombers kam ebenfalls ums Leben.
Von den zwölf gebauten YP-80A gelangten bis zum Ende des Zweiten Weltkrieges lediglich vier Flugzeuge nach Europa. Am 30. Dezember 1944 wurden zwei Maschinen (44-83026 und 44-83027) zum Fliegerhorst RAF Burtonwood in Großbritannien gebracht; zwei weitere (44-83028 und 44-83029) kamen Ende Januar 1945 nach Lesina in Italien.
Die beiden Maschinen in Großbritannien hatten jedoch nur eine kurze Einsatzdauer. Am 28. Januar 1945 geriet die 44-83026 beim zweiten Flug in England in Brand und explodierte bei Widnes. Major Frederic Austin Borsodi, der Testpilot vom Wright Field, kam ums Leben. 44-83027 machte am 14. November 1945 nach dem Ausfall eines vor Ort eingebauten Rolls-Royce-Nene-Triebwerks eine Bruchlandung und musste abgeschrieben werden.
Die YP-80A in Italien wurden nach einigen Flügen am 16. Juni 1945 zurück in die USA gebracht. Die 44-83029 führte im Sommer 1945 eine Notlandung im ländlichen West-Virginia aus und explodierte nach der Reparatur bei einem Überführungsflug vom Wright Field (Ohio) nach Texas am 2. August 1945 bei Brandenburg (Kentucky) in der Luft; der Pilot Major Ira Boyd Jones wurde getötet. Die 44-83028 wurde zu einer unbemannten Drohne umgebaut.
Keine YP-80A flog bis zum Kriegsende einen Kampfeinsatz.

### P-80
Nach dem Zweiten Weltkrieg wurde die Produktion fortgesetzt. Eine modifizierte P-80B mit der Bezeichnung XP-80R stellte am 19. Juni 1947 einen Geschwindigkeitsrekord mit 1003,59 km/h auf. Von der letzten Variante P-80C wurden ab 1948 670 Exemplare gebaut. Ab Juni 1948 wurde die Bezeichnung in F-80C geändert.
Der erste Kampfeinsatz erfolgte im Koreakrieg, hauptsächlich mit der F-80C. Am 8. November 1950 kam es zum ersten Luftkampf zwischen Strahlflugzeugen, bei dem eine nordkoreanische MiG-15 vom US-amerikanischen F-80-Piloten Russell J. Brown abgeschossen worden sein soll. Allerdings finden sich in den seit den 1990er Jahren einsehbaren Archiven der ehemaligen Sowjetunion für diesen Zeitraum keine diesbezüglichen Verlustmeldungen, sondern lediglich der Nachweis über eine beschädigte MiG-15. Grundsätzlich waren die F-80 den sowjetischen Jägern nicht gewachsen und wurden deshalb bald von der F-86 Sabre abgelöst und in die Rolle des Jagdbombers gedrängt. Bei der Unterzeichnung des Waffenstillstandes 1953 waren die F-80 nur noch als Aufklärer eingesetzt worden. In Korea gingen 373 F-80 und 27 RF-80 verloren, davon 277 bzw. 22 im Einsatz. Die Einsatzverluste teilen sich wie folgt auf: F-80: 30 durch Feindflugzeuge, 113 durch Bodenbeschuss, 96 durch Unfälle und 38 F-80 blieben vermisst. RF-80: 2 durch Feindflugzeuge, 1 durch Bodenbeschuss, 9 durch Unfälle und 10 RF-80 blieben vermisst.
Die F-80 wurde auch in einige südamerikanische Länder exportiert, und zwar 33 nach Brasilien, 18 nach Chile, je 16 nach Kolumbien, Ecuador und Peru sowie 14 nach Uruguay. Für Schulungs-Einsätze wurde eine zweisitzige Variante mit der Bezeichnung TF-80C entwickelt. Die letzten 128 F-80C wurden gar nicht mehr gebaut, sondern als TF-80C ausgeliefert. Am 5. Mai 1949 wiederum wurde die TF-80C in T-33A umbenannt.

## Varianten
XP-80(Modell L-140) 1. Prototyp „Lulu Belle“ mit Halford-H-1-Triebwerk; Spannweite 11,30 m, Länge 10,00 m.
XP-80Amit GE-I-40-Triebwerk; Spannweite 11,86 m, Länge 10,52 m, zwei Stück gebaut.
YP-80AVorserie mit General-Electric-J33-Triebwerk; 13 Stück gebaut.
XF-14Umbau der zweiten YP-80A zum Aufklärer (Erstflug 13. September 1944).
XP-80BUmbau der neunten Serien XP-80A, später zur P-80R modifiziert.
F-80Aerste Serienvariante mit Sturzflugbremsen und verändertem Waffenraum; Spannweite 12,17 m, Länge 10,52 m; 525 Stück wurden gebaut (vor 1948 P-80A).
RF-80AAufklärungsflugzeug mit Kameras in der Flugzeugnase, 152 gebaut (vor 1948 FP-80A).
F-80Bab 1947 mit Schleudersitz, modifizierten Tragflächen und neu gestaltetem Cockpit, dabei Wegfall des Landescheinwerfers in der Rumpfnase. 240 Stück wurden gebaut (vor 1948 P-80B).
F-80Cab 1948 mit J33A-23-Triebwerk; 798 Stück wurden gebaut. Weltweit erstes Flugzeug mit absprengbarer Kabinenhaube (vor 1948 P-80C).
TF-80Czweisitzige Trainerversion, ab 1949 T-33A.
P-80R RaceyModifikation der XP-80B mit geänderten Lufteinläufen, dünneren Tragflächen und einer flacheren Cockpithaube, um den Geschwindigkeitsweltrekord für Landflugzeuge zu brechen. Am 4. Juni 1947 erreichte Col. Albert Boyd dem Muroc Army Air Field mit einer Geschwindigkeit von 1003,811 km/h dieses Ziel.
TV-1Bezeichnung der United States Navy für 50 als Trainingsflugzeuge eingesetzte F-80C (ursprünglich TO-1).

## Produktion
Abnahme der P-80/F-80 durch die USAF:
| Version              | 1944 | 1945 | 1946 | 1947 | 1948 | 1949 | 1950 | 1951 | SUMME |
| -------------------- | ---- | ---- | ---- | ---- | ---- | ---- | ---- | ---- | ----- |
| XP-80                | 1    |      |      |      |      |      |      |      | 1     |
| XP-80A               | 2    |      |      |      |      |      |      |      | 2     |
| YP-80A               | 2    | 10   |      |      |      |      |      |      | 12    |
| P-80A                |      | 228  | 297  |      |      |      |      |      | 525   |
| P-80B                |      |      |      | 210  | 30   |      |      |      | 240   |
| F-80C                |      |      |      |      | 227  | 347  | 207  | 4    | 785   |
| FP-80                |      |      | 103  | 49   |      |      |      |      | 152   |
| TF-80C, später T-33A |      |      |      |      | 20   | 27   |      |      | 47    |
| XF-14                | 1    |      |      |      |      |      |      |      | 1     |
| SUMME                | 6    | 238  | 400  | 259  | 277  | 374  | 207  | 4    | 1.765 |

In den Jahren 1950 bis 1954 wurden 100 F-80 zu Aufklärern RF-80 umgebaut.

## Einsatzgeschichte

### Rekordflüge

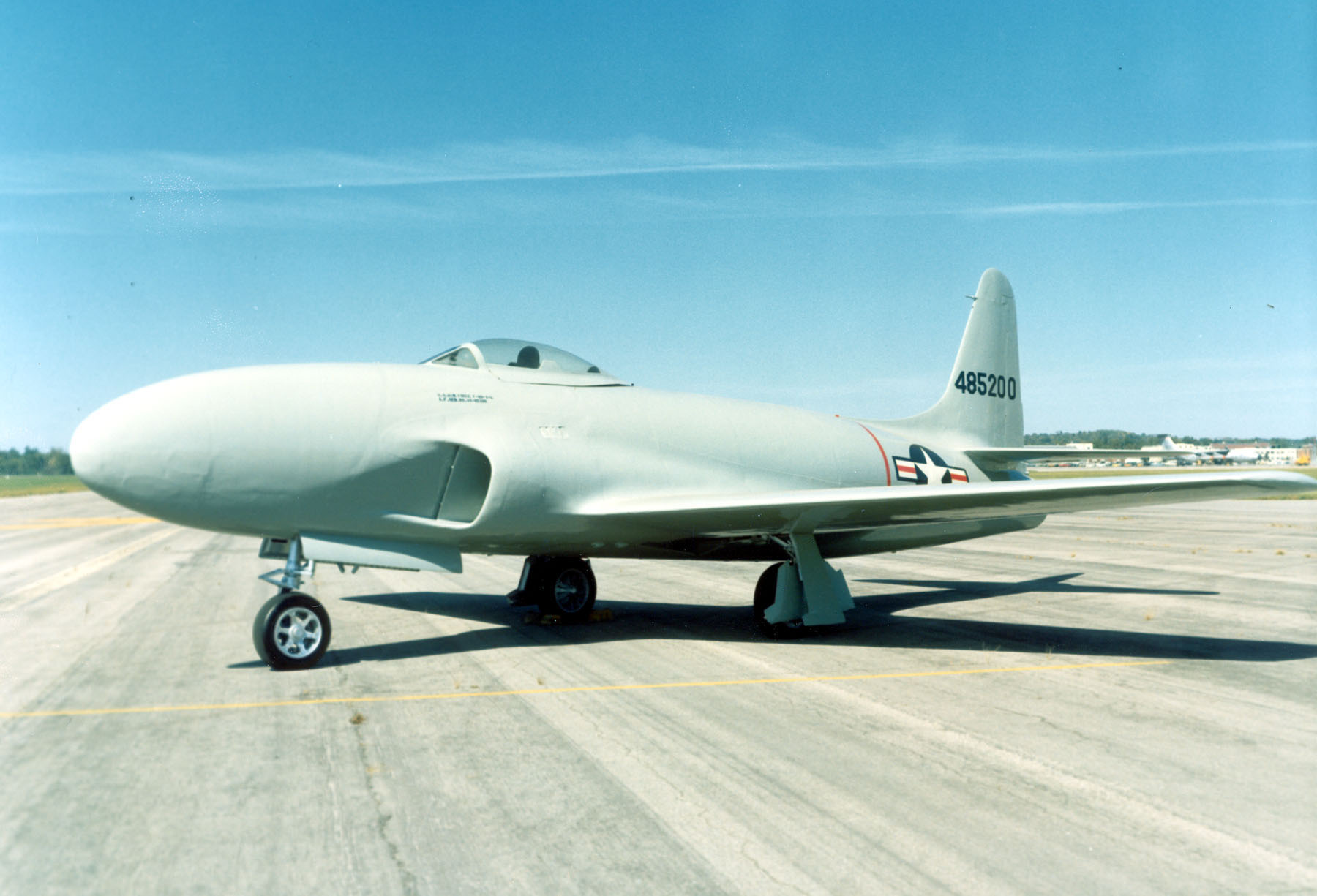
P-80R

#### Transkontinentalrekord
Oberst W. H. Councill flog am 26. Januar 1946 eine P-80 mit zwei auf jeweils 300 gal. (1136 Liter) vergrößerten Tip-Tanks ohne nachzutanken vom Long-Beach-Airport in Los Angeles zum LaGuardia-Airport in New York City. Mit einer Flugdauer von 4 Stunden, 13 Minuten, 26 Sekunden und einer Durchschnittsgeschwindigkeit von 584,82 mph (941,18 km/h) erreichte er einen neuen transkontinentalen Rekord, der erst 1949 von einer Boeing B-47 Stratojet gebrochen wurde. Zwei weitere P-80 starteten annähernd zeitgleich mit normalen Tip-Tanks, führten jeweils eine Zwischenlandung zum schnellen Nachtanken auf dem damaligen Topeka Army Airfield (US-Bundesstaat Kansas) aus und erreichten kurz nach dem Non-Stop-Flugzeug – 10 und 21 Minuten später – LaGuardia. Damit hatten alle drei die bisherige Rekordzeit unterboten.

#### Geschwindigkeitsweltrekord
Am 19. Juni 1947 erreichte ein aerodynamisch verbessertes Einzelstück der P-80, die P-80R über dem Muroc Army Air Field (heute Edwards Air Force Base) in Kalifornien einen offiziellen Geschwindigkeitsweltrekord mit 1003,60 km/h (623,753 mph). Das modifizierte Triebwerk Allison J33-A-21 erreichte mit vergrößerten Lufteinlässen, mit Kühlung der Ansaugluft und mit Nachbrenner 22,6 kN (5079 lb) Schub und ermöglichte dem Piloten Col. Albert Boyd, den Rekord nach 24 Jahren wieder in die USA zurückzuholen. Dabei verbrauchte die P-80R nur für die Kühlung der Ansaugluft innerhalb von 15 Minuten ihren gesamten Tankinhalt von 300 gal. (1360 Liter) des dafür mitgeführten Gemisches aus 40 % Methanol und 60 % Wasser – mehr als das gleichzeitig als Treibstoff verbrauchte Kerosin.

### Stationierung in der Amerikanischen Besatzungszone

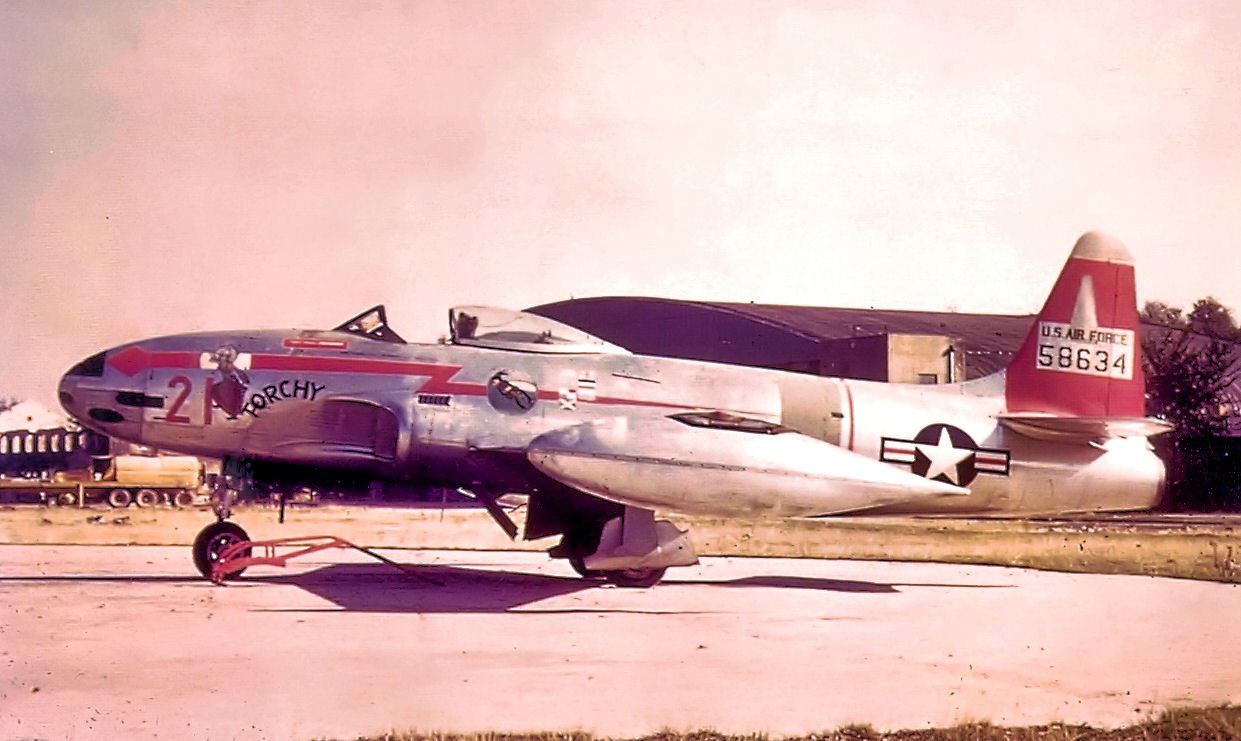
45-8634 der 22nd Fighter Squadron in Fursty

Nach dem Beginn der Berlin-Blockade verlegte das 36th Fighter Wing als Einsatzgeschwader ab dem 13. August 1948 nach „Fursty“ – dem Fliegerhorst Fürstenfeldbruck.

### Nutzer

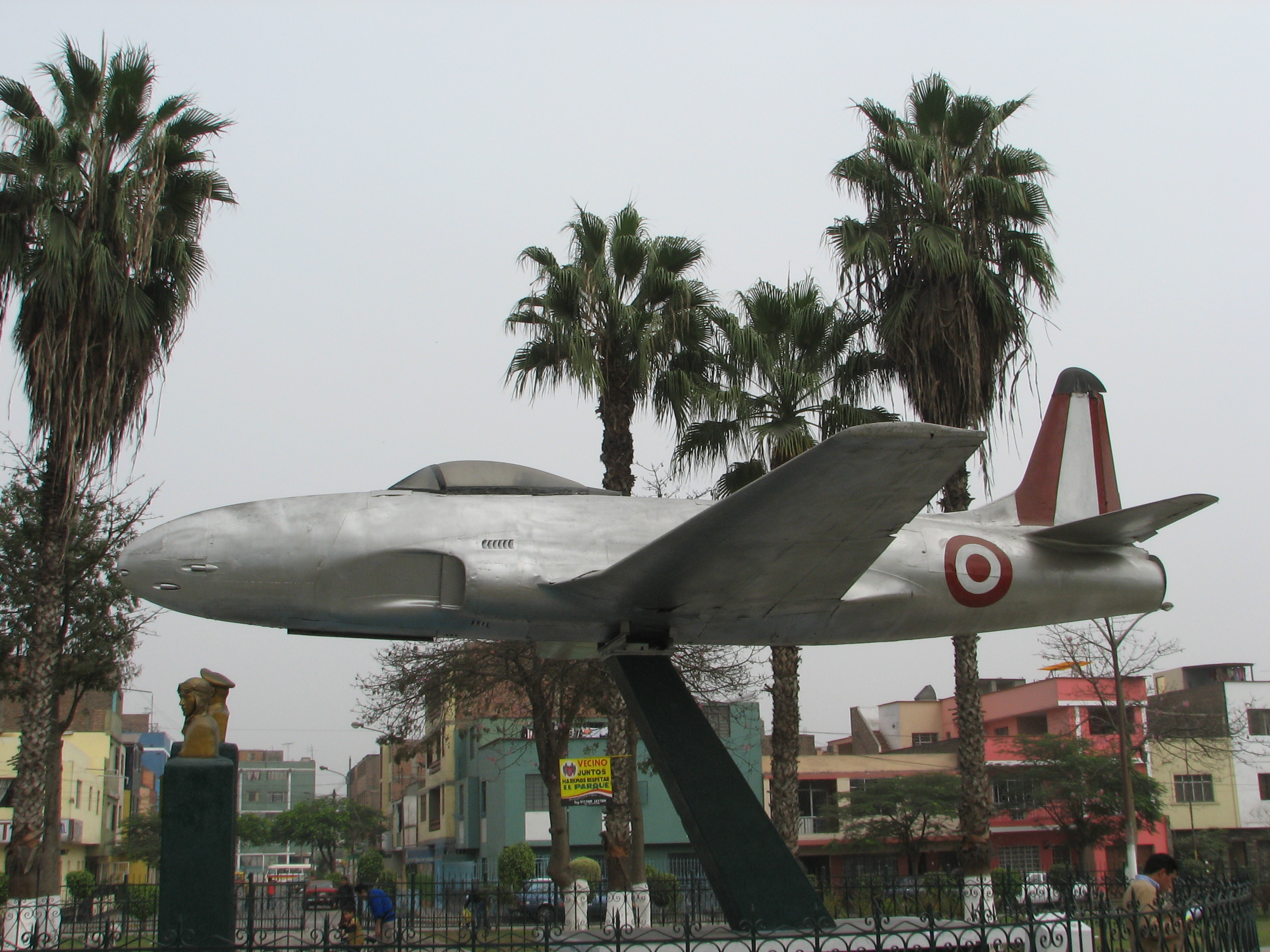
Peruanische F-80C

Brasilien33
 Chile30
 Ecuador16
 Kolumbien16 v 1958–66
 Peru16 v 1958–73
 Vereinigte Staaten
- US Air Force
- US Navy

 Uruguay17

## Technische Daten
| Kenngröße             | Daten der F-80C                                                                       |
| --------------------- | ------------------------------------------------------------------------------------- |
| Besatzung             | 1                                                                                     |
| Länge                 | 10,49 m                                                                               |
| Spannweite            | 12,12 m (11,81 m bei gekappten Tragflächenenden für Fletcher-Tanks an Flügelspitzen)  |
| Höhe                  | 3,43 m                                                                                |
| Flügelfläche          | 22,07 m²                                                                              |
| Flügelstreckung       | 6,3                                                                                   |
| Leermasse             | 3738 kg                                                                               |
| Startmasse            | 7646 kg                                                                               |
| Antrieb               | 1 × Allison J33-A-23 mit 20,5 kN Schub später: 1 × Allison J33-A-35 mit 24,1 kN Schub |
| Höchstgeschwindigkeit | 933 km/h                                                                              |
| Dienstgipfelhöhe      | 13.030 m                                                                              |
| max. Reichweite       | 2220 km                                                                               |
| Bewaffnung            | 6 × 12,7-mm-MG, 2 × 454-kg-Bomben oder 16 × 127-mm-HVAR-Raketen                       |

Dreiseitenriss der F-80C

Eine Weiterentwicklung der F-80 war die F-94 Starfire.

## Bildergalerie

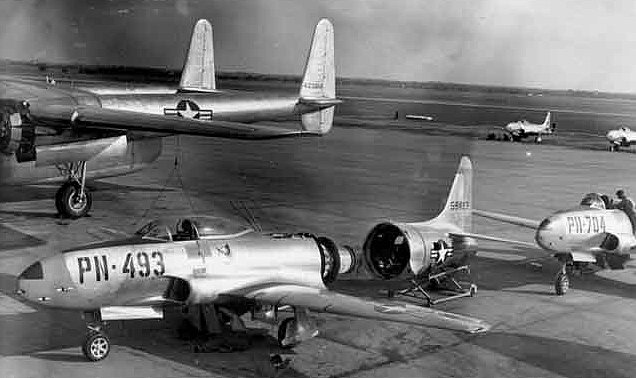
P-80B-1-LO der 1. Fighter Group 1947
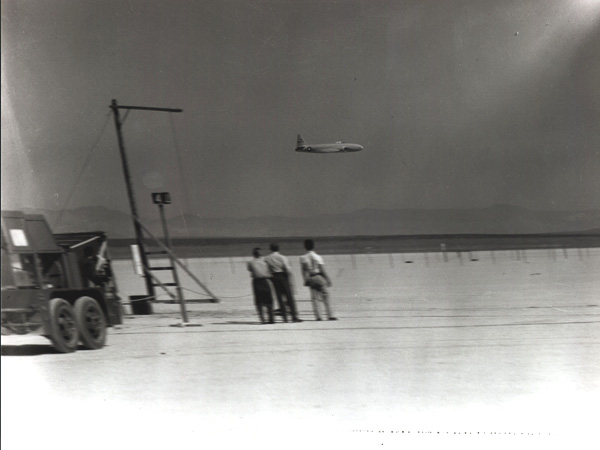
Lockheed XP-80R während des Weltrekordes
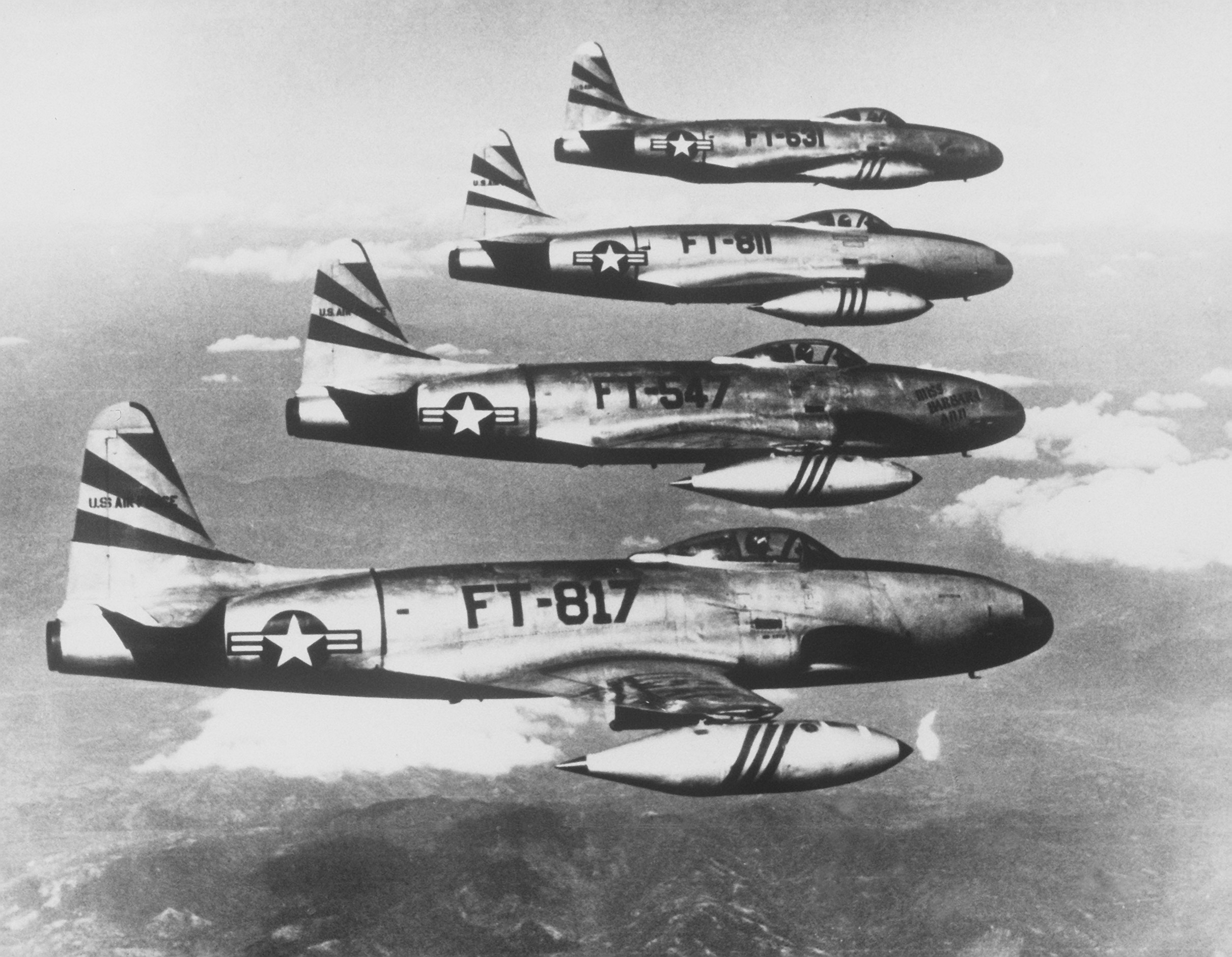
F-80C des 8. FBW im August 1952 in Korea
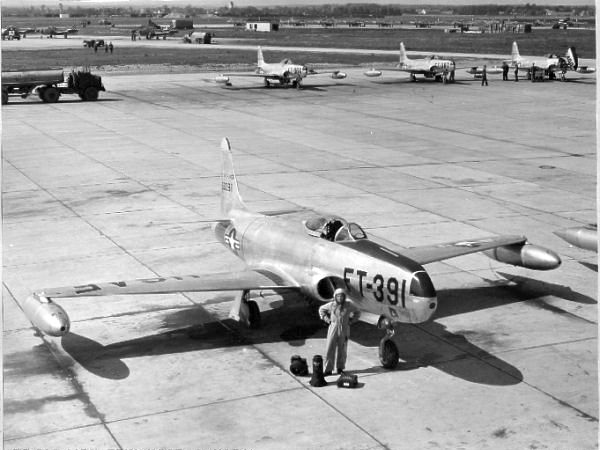
RF-80A der 160. TRS in Toul 1952